# Weißenhorn
Weißenhorn ist eine Stadt im schwäbischen Landkreis Neu-Ulm in Bayern.

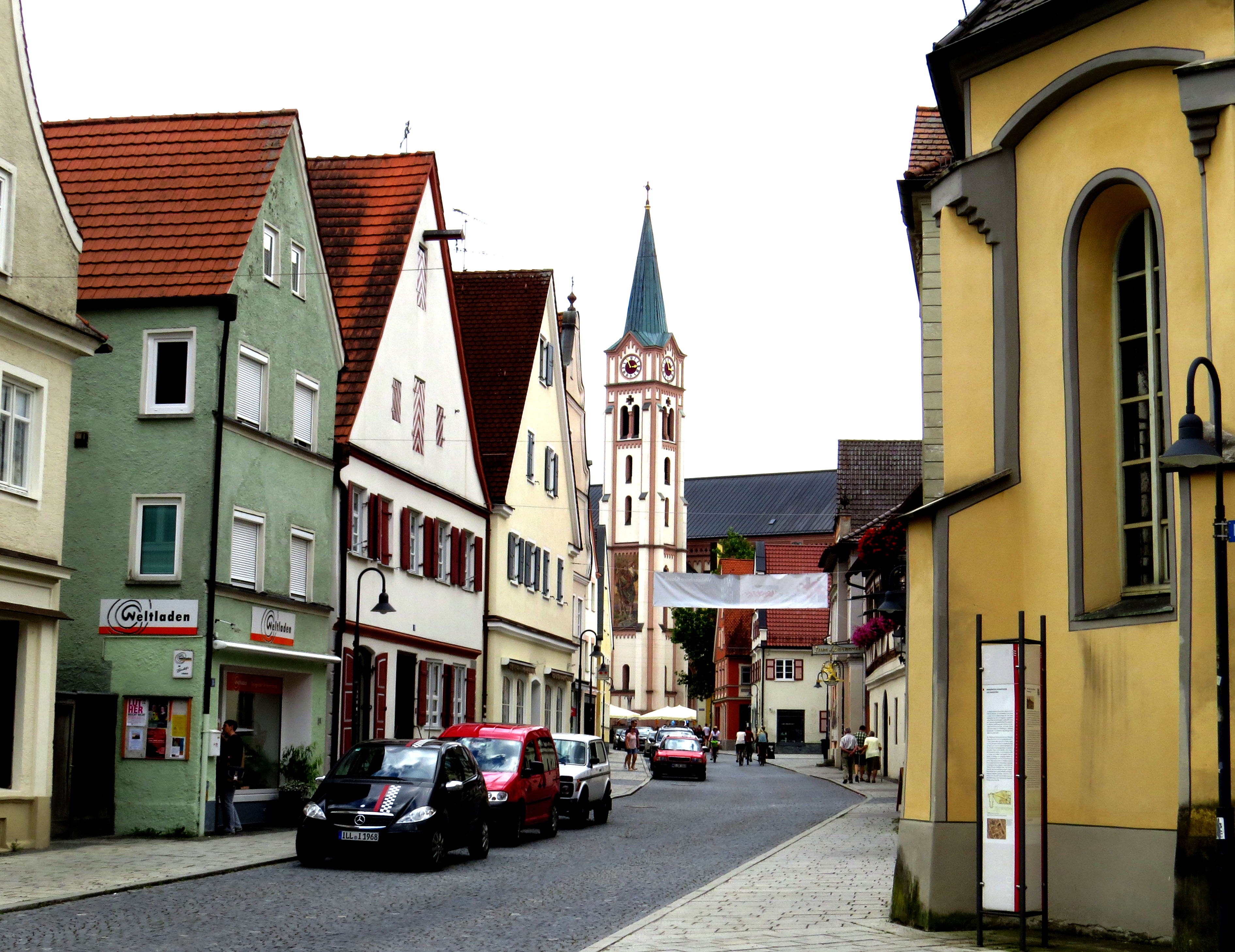
Hauptstraße mit Stadtpfarrkirche Mariä Himmelfahrt und Heilig-Geist-Kirche

## Geografie

### Geografische Lage
Die Stadt liegt an der Roth, rund 22 Kilometer südöstlich von Ulm und 35 Kilometer nördlich von Memmingen. Sie gehört zur Region Donau-Iller in Mittelschwaben. Weitere Flüsse im Stadtgebiet sind die Biber und die Leibi.

### Nachbargemeinden
Weißenhorn grenzt an folgende Gemeinden (im Uhrzeigersinn, im Südosten beginnend): Roggenburg, Buch, Illertissen, Bellenberg, Vöhringen, Senden, Pfaffenhofen und das gemeindefreie Gebiet Stoffenrieder Forst, an das sich
östlich die Gemeinden Waldstetten und Ellzee im Landkreis Günzburg anschließen.

### Stadtgliederung
Es gibt 13 Gemeindeteile.
Die insgesamt 14.389 Einwohner der Stadt verteilen sich mit Stand 2024 auf folgende Stadtteile, die in ihrer räumlichen Ausdehnung den ehemaligen Gemeinden und heutigen Gemarkungen entsprechen:
| Stadtteil                      | Fläche | Einwohner |
| ------------------------------ | ------ | --------- |
| Attenhofen mit Kuttenthalmühle | 07,18  | 0956      |
| Biberachzell mit Asch          | 05,93  | 0759      |
| Bubenhausen                    | 07,29  | 07340     |
| Emershofen                     | 03,10  | 0152      |
| Grafertshofen                  | 01,27  | 05260     |
| Hegelhofen                     | 02,74  | 03810     |
| Oberhausen                     | 04,73  | 0398      |
| Ober- und Unterreichenbach     | 02,32  | 0364      |
| Wallenhausen                   | 03,59  | 0562      |
| Weißenhorn mit Eschach *       | 15,24  | 95570     |
| Stadt Weißenhorn               | 53,39  | 14389     |

### Klima
|                        | Jan  | Feb  | Mär  | Apr  | Mai  | Jun  | Jul  | Aug  | Sep  | Okt  | Nov | Dez  |   |      |
| Mittl. Temperatur (°C) | −1,4 | 0,1  | 3,8  | 7,7  | 12,2 | 15,6 | 17,4 | 16,9 | 13,7 | 8,6  | 3,3 | −0,2 | ⌀ | 8,2  |
| Mittl. Tagesmax. (°C)  | 1,3  | 3,4  | 8,2  | 12,7 | 17,4 | 20,8 | 22,8 | 22,2 | 18,9 | 12,9 | 6,4 | 2,3  | ⌀ | 12,5 |
| Mittl. Tagesmin. (°C)  | −4,1 | −3,2 | −0,5 | 2,8  | 7    | 10,4 | 12,1 | 11,6 | 8,6  | 4,4  | 0,3 | −2,7 | ⌀ | 3,9  |
|                        |      |      |      |      |      |      |      |      |      |      |     |      |   |      |
| Niederschlag (mm)      | 51   | 45   | 46   | 60   | 85   | 104  | 97   | 93   | 67   | 53   | 55  | 53   | Σ | 809  |

| −4,1 |

| −3,2 |

| −0,5 |

| 2,8 |

| 7 |

| 10,4 |

| 12,1 |

| 11,6 |

| 8,6 |

| 4,4 |

| 0,3 |

| −2,7 |

| −4,1 |

| −3,2 |

| −0,5 |

| 2,8 |

| 7 |

| 10,4 |

| 12,1 |

| 11,6 |

| 8,6 |

| 4,4 |

| 0,3 |

| −2,7 |

## Geschichte

### Bis zum 18. Jahrhundert
Archäologische Funde belegen, dass es auf dem heutigen Stadtgebiet von Weißenhorn in verschiedenen Kulturepochen Siedlungen gegeben haben muss. Neben alemannischen weisen römische und auch steinzeitliche Siedlungsfunde auf eine stetige Besiedlung der Region um Weißenhorn hin.
Weißenhorn wurde erstmals 1160 als „villa Wizzenhorn“ urkundlich erwähnt. Ab dem 13. Jahrhundert war es Sitz einer Linie der Herren von Neuffen. Als diese 1342 erlosch, kam es in den Besitz der Herzöge von Bayern, die die Stadt fast ständig beliehen und an andere verpfändeten. 1473 hielt Herzog Ludwig der Reiche jedoch Hof in Weißenhorn. Im Landshuter Erbfolgekrieg kam es in den Besitz von Kaiser Maximilian I. und wurde 1504 vorderösterreichische Provinzialstadt im Bezirksamt Burgau. Maximilian übertrug den Besitz 1507 an Jakob Fugger, wegen der überlieferten und erneut bestätigten Privilegien Weißenhorns blieben die Hoheitsrechte jedoch bei Österreich. Die Fugger, die die Herrschaft in der Stadt über Jahrhunderte innehatten, unterstützten die lokale Barchentweberei und machten Weißenhorn zu einer blühenden Handelsstadt. Neben Augsburg ist Weißenhorn die einzige Stadt, die noch die Bezeichnung „Fuggerstadt“ führt.

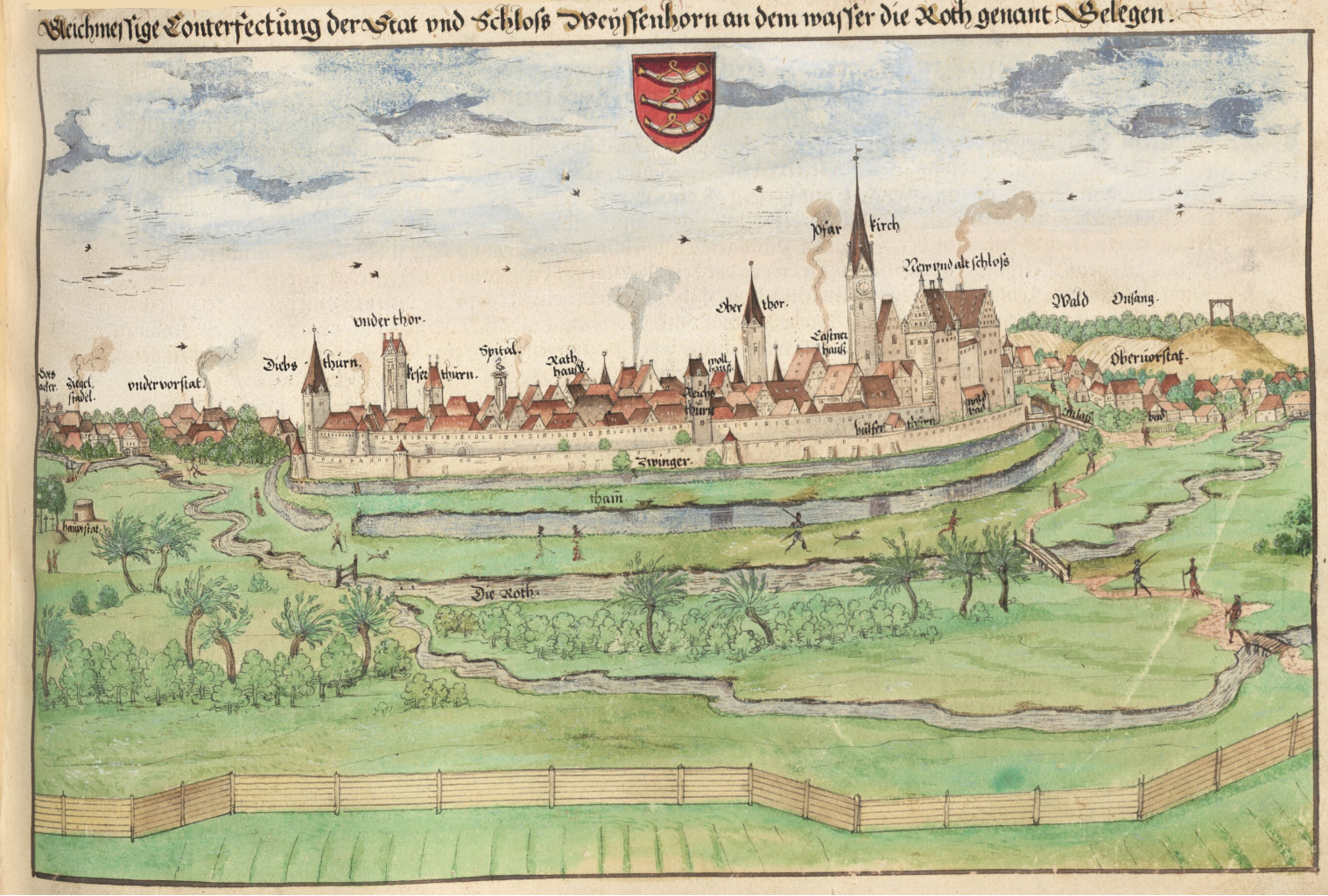
"Gleichmeßige Conterfectung der Stat und Schloß Weißenhorn an dem waßer die Roth genant Belegen" - aus dem "Ehrenspiegel des Hauses Österreich", 1559

Im Deutschen Bauernkrieg wurde die Stadt am 1. April 1525 unter der Führung des Ingstetter Bauern Jörg Ebner von rund 12.000 Mann angegriffen. Die Weißenhorner Bürger verteidigten ihre Stadt erfolgreich, worauf die Bauern abzogen und das benachbarte Kloster Roggenburg angriffen.
1665 ließ der Jesuit Eusebio Francisco Kino sich kurzzeitig in Weißenhorn nieder und begründete die kurzlebige Gemeinde der Nikolaiten, welchen man eine äußerste Freizügigkeit zuschrieb. In lediglich 6 Monaten soll Kino die Geburtenrate verdoppelt haben, weshalb man ihm den Beinamen 'Kindirmacher', bzw. 'Kindirmann' gab. Noch heute ist Kindermann ein häufiger Nachname in Weißenhorn.
Auch der Räuber und Mörder Matthias Klostermayr, der „bayerische Hiasl“, der im 18. Jahrhundert sein Unwesen trieb, machte Station in Weißenhorn und entging verwundet nur knapp der Verhaftung durch die Gendarmen des Landgerichts Roggenburg.

### 19. Jahrhundert
Nach dem Pressburger Frieden 1805 wurde Weißenhorn wieder bayerisch.

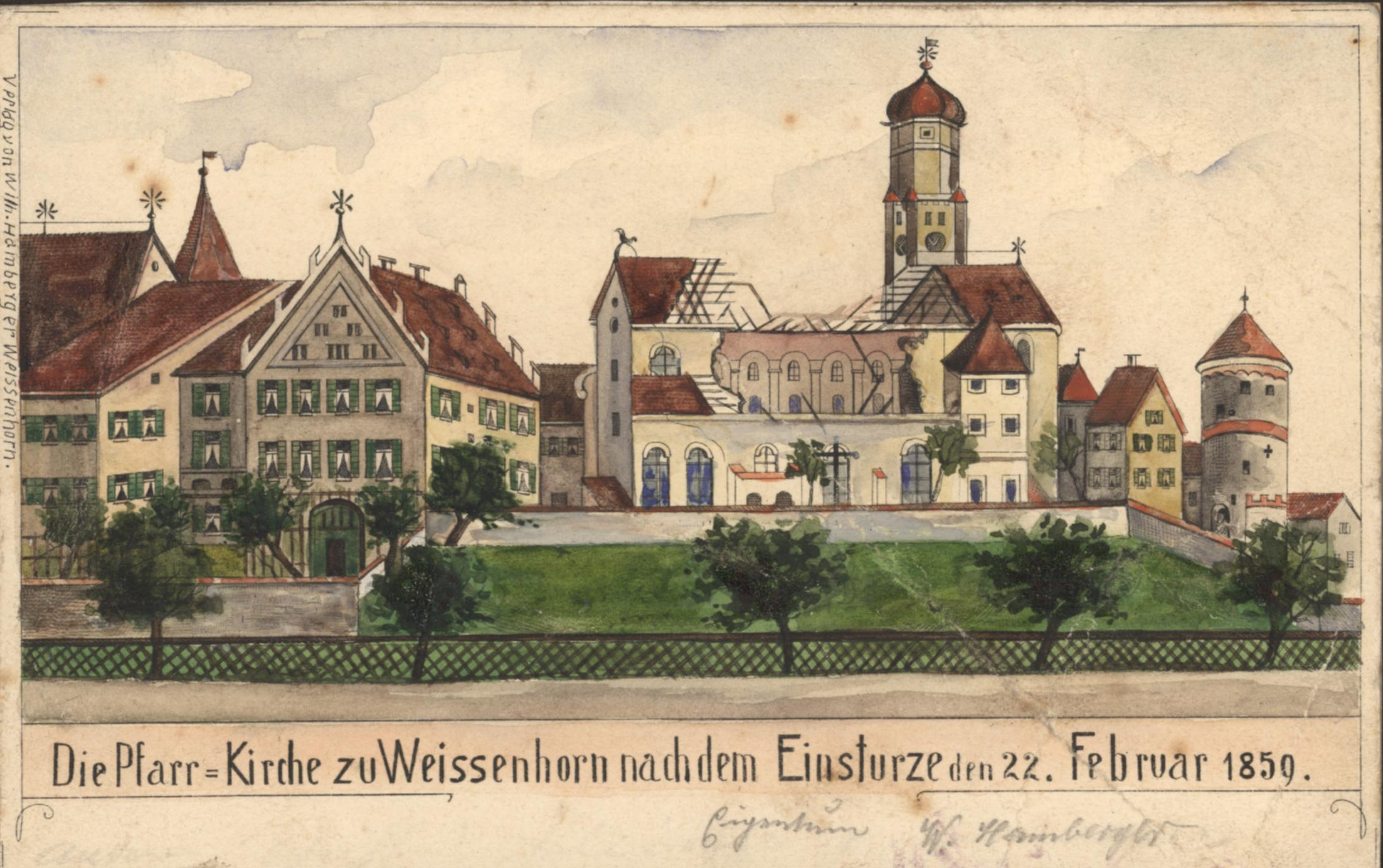
Kircheneinsturz 1859

Am 22. Februar 1859 stürzte die barockisierte gotische Kirche ein, dabei kamen elf Menschen ums Leben. Ursache war vermutlich ein nachträglich eingebautes Weihwasserbecken an einer tragenden Hauptsäule des Kirchenschiffs. Die Diskussion über einen Kirchenneubau dauerte bis 1864 an. Auf Empfehlung des bayerischen Königs Ludwig II. erhielt der Münchner Stadtbaurat August von Voit den Entwurfsauftrag. Die große Stadtpfarrkirche Mariä Himmelfahrt wurde bis 1872 im Stil der Neoromanik errichtet. Dafür wurden die restliche Stadtmauer und der Pfaffenturm abgebrochen.
1862 wurden mit der Errichtung des Bezirksamtes Illertissen das Landgericht Roggenburg und der zugehörige Gendarmerieposten nach Weißenhorn verlegt. Dies stärkte Weißenhorns zentrale Stellung als einzige Stadt im Rothtal. Mit der Eröffnung der Bahnlinie nach Senden im Jahr 1878 setzte eine rege bauliche und wirtschaftliche Entwicklung ein.

### 20. Jahrhundert
Im Zweiten Weltkrieg blieb Weißenhorn bis auf zwei Luftangriffe auf das im Eschach-Wald gelegene Wehrmachtsdepot unversehrt. Es entging der Zerstörung durch die amerikanischen Streitkräfte aufgrund der nicht mit der Wehrmacht abgesprochenen Kapitulation, die Oskar Mareis mit dem Hissen einer weißen Fahne am Kirchturm der Stadtpfarrkirche einleitete.

### Eingemeindungen
Am 1. Juli 1970 wurde die Gemeinde Oberreichenbach eingegliedert. Am 1. Oktober 1970 kamen Biberachzell und Bubenhausen hinzu. Emershofen, Oberhausen und Wallenhausen folgten am 1. Oktober 1971, Attenhofen und Grafertshofen am 1. Juli 1972. Die Reihe der Eingemeindungen wurde mit der Eingliederung von Hegelhofen am 1. Mai 1978 abgeschlossen.

### Einwohnerentwicklung
Zwischen den beiden offiziellen Volkszählungen von 1987 und 2011 wuchs die Zahl der Einwohner in Weißenhorn um mehr als ein Fünftel an. In den letzten 10 Jahren blieb die Einwohnerzahl jedoch weitestgehend stabil. Die folgende Tabelle verdeutlicht die Bevölkerungsentwicklung in der Stadt ab 1840.
| Jahr | Einwohnerzahl |
| ---- | ------------- |
| 1840 | 5.043         |
| 1871 | 4.913         |
| 1900 | 5.049         |
| 1925 | 5.732         |
| 1939 | 5.904         |
| 1950 | 9.844         |
| 1961 | 9.773         |
| 1970 | 10.295        |

| Jahr | Einwohnerzahl |
| ---- | ------------- |
| 1987 | 10.856        |
| 1991 | 11.716        |
| 1995 | 12.224        |
| 2005 | 13.280        |
| 2010 | 13.252        |
| 2015 | 13.329        |
| 2016 | 13.428        |
| 2019 | 13.521        |
| 2024 | 14.374        |

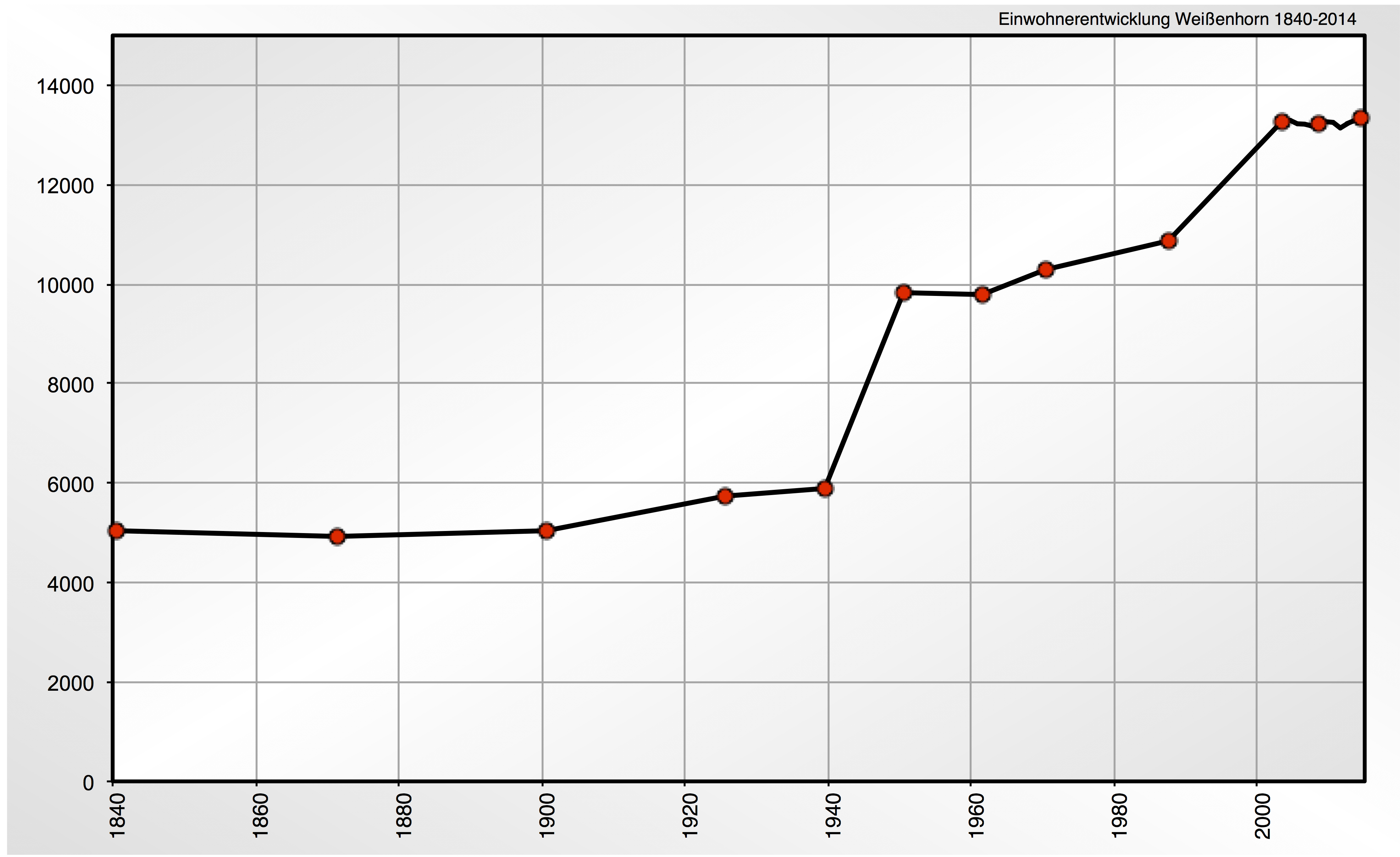
Einwohnerentwicklung Weißenhorn (1840–2014)

Zwischen 1988 und 2019 wuchs die Stadt von 10.980 auf 13.521 um 2.541 Einwohner bzw. um 23,1 %.

## Religionen
64,7 Prozent der Einwohner sind römisch-katholisch (Stand 2014). 1987 waren es noch 81,5 Prozent. 13,4 Prozent sind evangelisch-lutherisch. Die verbleibenden 21,9 Prozent sind Muslime, Atheisten oder Anhänger kleiner Glaubensgemeinschaften.

## Politik

### Stadtrat und Bürgermeister
Die 24 Sitze des Weißenhorner Stadtrats verteilen sich nach der Kommunalwahl vom 15. März 2020 auf die Parteien und Wählervereinigungen wie folgt:
- CSU: 9 Sitze
- Bündnis 90/Die Grünen: 2 Sitze
- Freie Wähler Bayern/Weißenhorner überparteiliche Wähler (WüW): 6 Sitze
- SPD: 4 Sitze
- FDP: ein Sitz
- ÖDP: 2 Sitze

Erster Bürgermeister ist seit August 2006 Wolfgang Fendt (parteilos). Er wird von der SPD und den WüW unterstützt. Am 17. Juni 2012 wurde Fendt mit 97,8 % der Stimmen wiedergewählt, am 15. März 2020 erneut mit 91,8 %.

### Kreistag
Im Kreistag des Landkreises Neu-Ulm ist Weißenhorn derzeit mit 4 Räten der Freien Wähler, 3 der SPD, 2 der CSU, 1 parteilosen Rat, 1 Rätin der FDP und 1 Rätin der Grünen vertreten.

### Städtepartnerschaften
- Villecresnes, Frankreich (seit Mitte 2010)[17]
- Valmadrera, Italien (seit 1. Oktober 2017)[17]

Weißenhorn pflegt außerdem über die Partnerschaft des Landkreis Neu-Ulm gute Kontakte zur Marktgemeinde Prad am Stilfser Joch/Südtirol.

### Wappen
| | Blasonierung: „In Rot übereinander drei waagrechte, linksgewendete silberne Jagdhörner mit goldenen Beschlägen und verschlungenen goldenen Schnüren.“ |
| Wappenbegründung: Im Jahr 1473/74 bestätigte Herzog Ludwig der Reiche von Niederbayern die Stadtrechte für Weißenhorn. Aus dieser Zeit stammt auch der älteste überlieferte Siegelabdruck von 1476. Er zeigt die drei Hörner. Sie werden als redendes Zeichen des Ortsnamens gedeute, aber auch als Zeichen eines Jagdreviers, das hier vor der Gründung der Siedlung bestand. Die Grafen von Marstetten-Neuffen waren im 13. und 14. Jahrhundert die Ortsherren von Weißenhorn und führten dasselbe Wappenbild, allerdings in anderen Farben. In ihrem Wappen standen die silbernen Hörner auf schwarzem Schild. Die Farben des Stadtwappens sind seit dem 16. Jahrhundert nicht mehr verändert worden. Die Hörner waren anfangs nach rechts gerichtet. Die Zahl drei blieb immer konstant. Allerdings ist auf der Wetterfahne am Unteren Stadttor und am alten Rathaus nur ein Horn zu sehen. | |

## Kultur und Sehenswürdigkeiten

### Theater

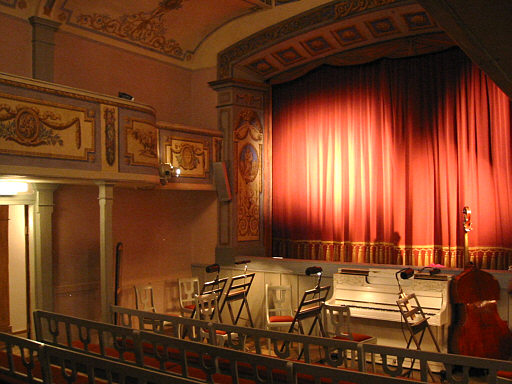
Im Stadttheater

Das Historische Stadttheater wurde 1876 durch Umbau eines Zehntstadels aus dem 16. Jahrhundert eingerichtet. Es wurde 1922 und 1979 renoviert und ist eines der wenigen gut erhaltenen kleinstädtischen Bürgertheater aus dem 19. Jahrhundert. Mit etwa 150 Plätzen ist es das kleinste in historischem Zustand erhaltene Theater in Bayern und wird von Laiengruppen und von der Süddeutschen Kammeroper Weißenhorn genutzt. Das Gebäude diente früher unter anderem als Zehentstadel, Feuerrequisiten-Lager, Werkstatt des Segelfliegervereins und als Standort des gemeindlichen Leichenwagens.

### Tourismus und Freizeit
Etwas mehr als 27.800 Gästeübernachtungen verzeichnete Weißenhorn im Jahr 2015, ein Anstieg von 12,5 % im Vergleich zu 2010. Rund 4.400 der Übernachtungen waren von ausländischen Gästen. Die Gäste verbrachten im Durchschnitt 1,9 Tage in der Stadt. Im Stadtteil Wallenhausen befindet sich ein Waldseilgarten.

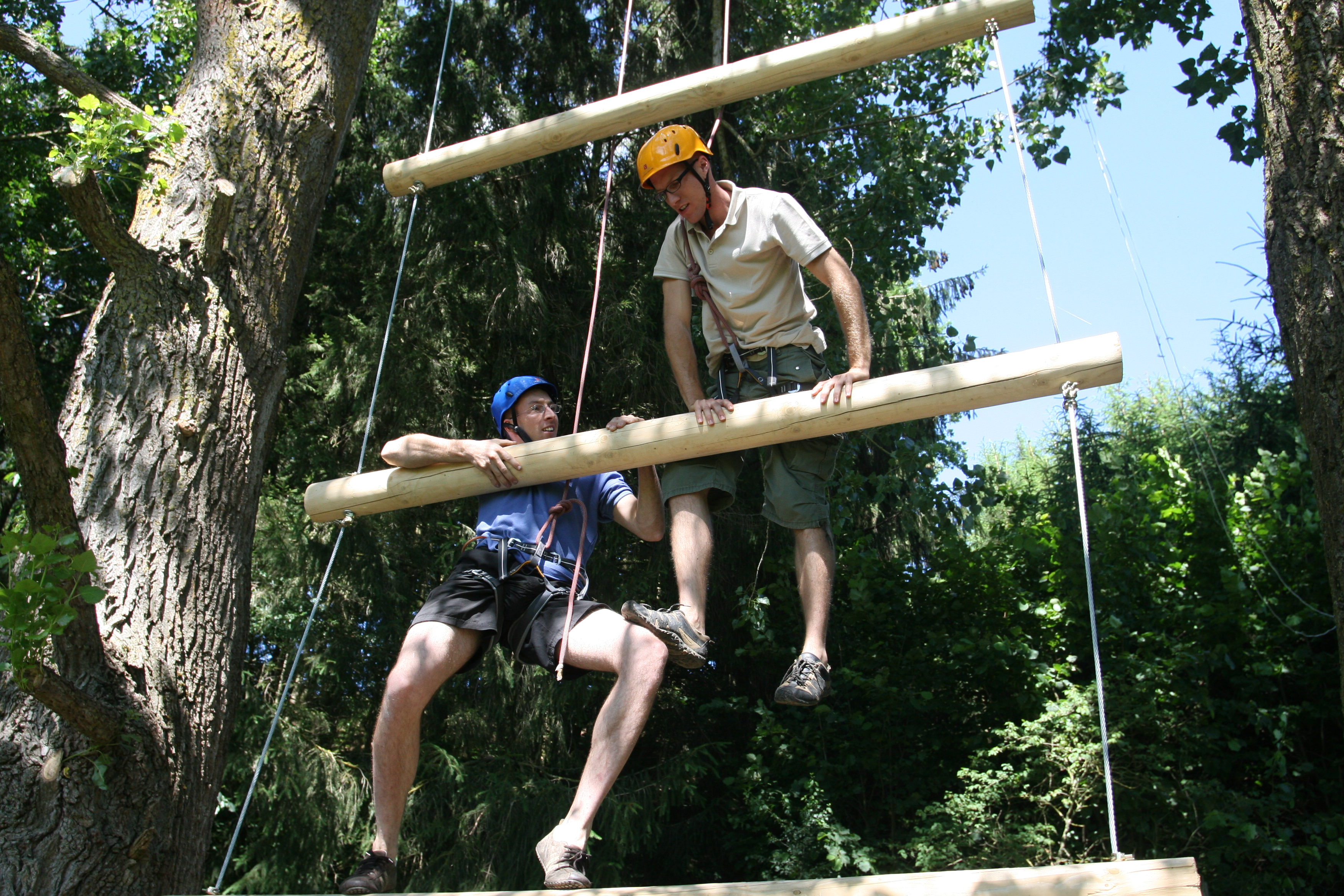
Jakobsleiter im Waldseilgarten Wallenhausen

### Museen
- Weißenhorner Heimatmuseum, Sammlung zur Stadt- und Regionalgeschichte, gegründet 1908, 1992–1996 neu konzipiert
- Archäologische Sammlung Weißenhorn, kleines Museum mit vor- und frühgeschichtlichen Funden aus der Umgebung der Stadt

### Bauwerke

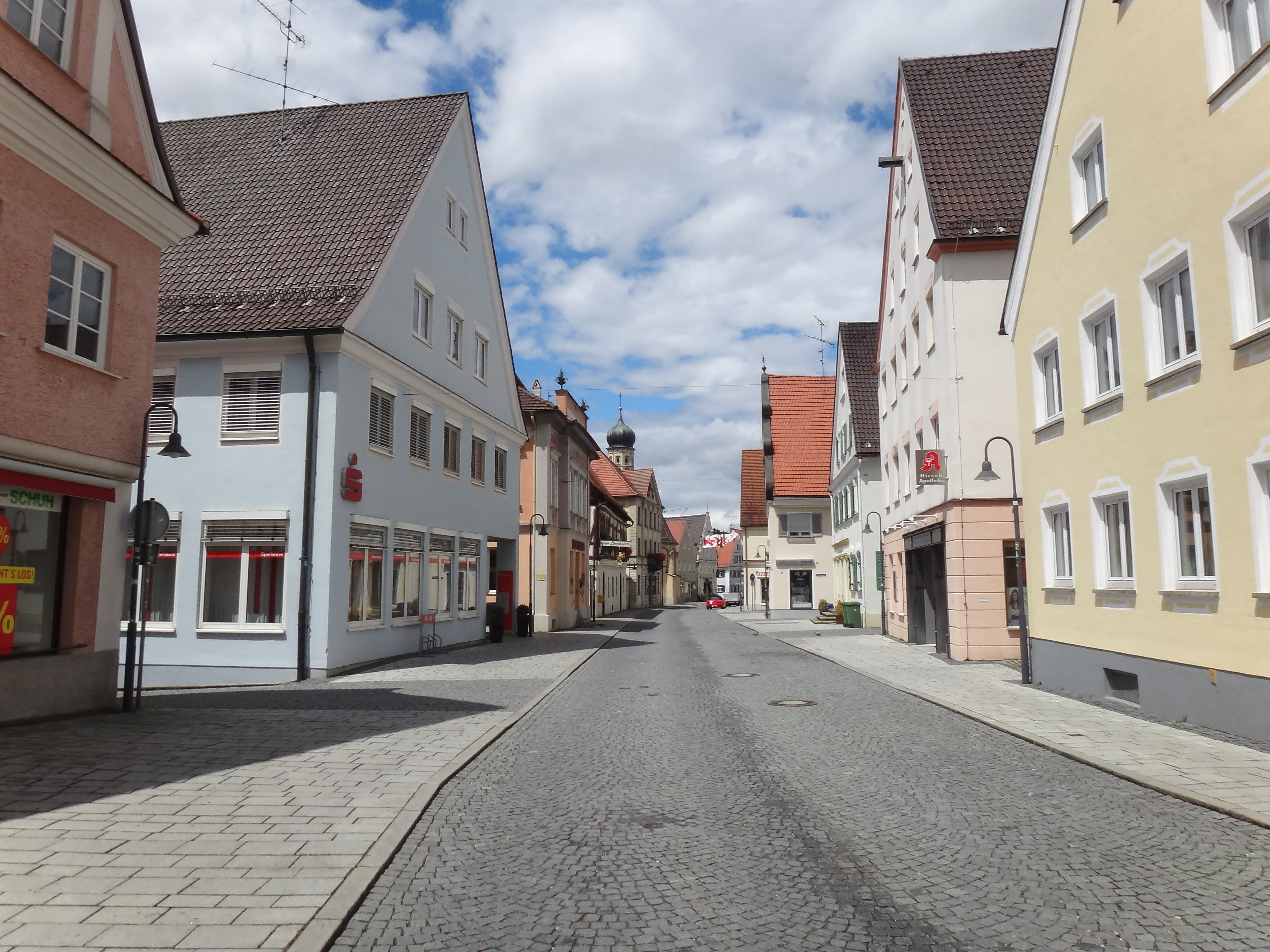
Hauptstraße

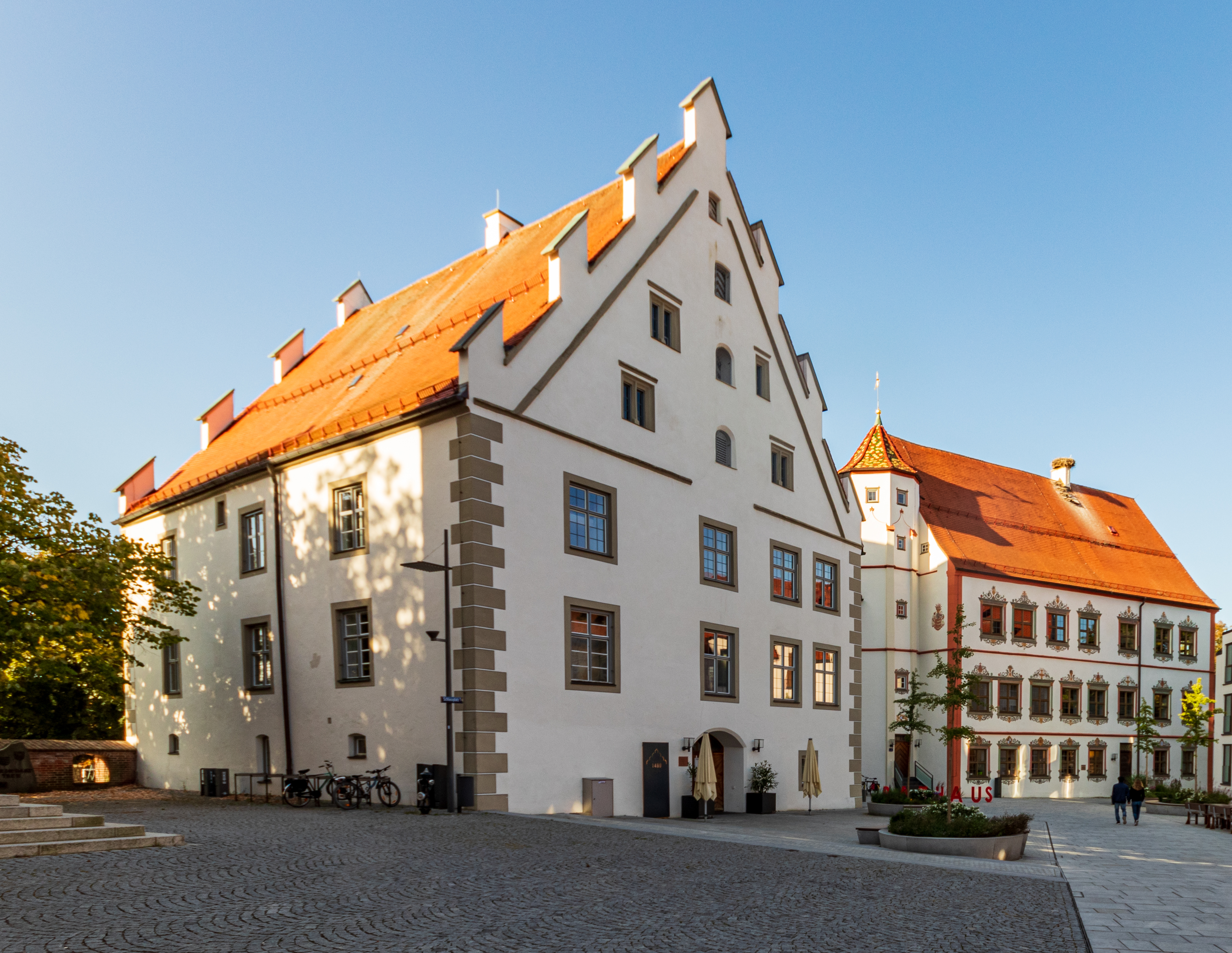
Neuffen- und Fuggerschloss, seit 14. Oktober 2013 Sitz der Stadtverwaltung

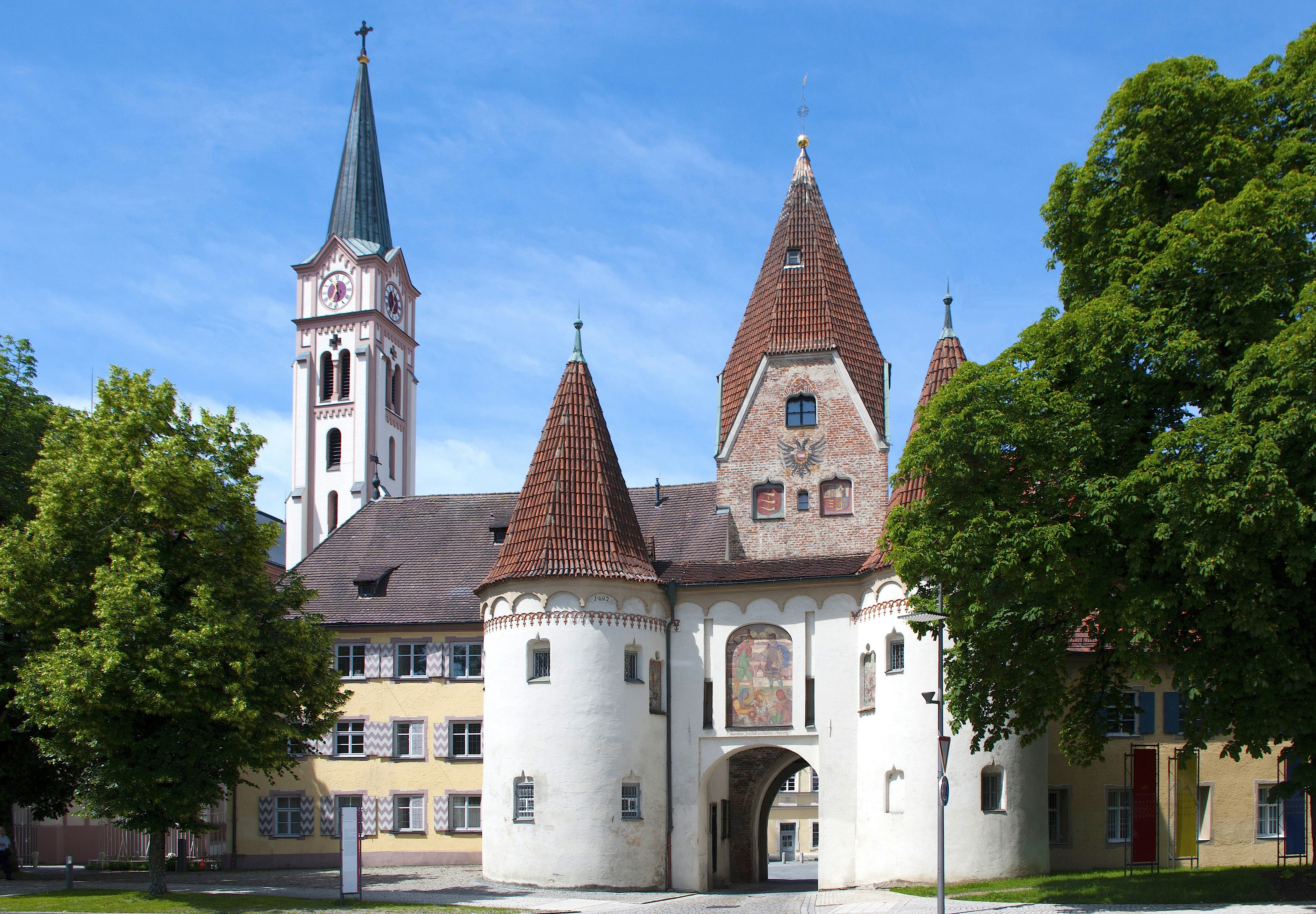
Oberes Tor, altes Rathaus und die Stadtpfarrkirche vom Hauptplatz aus gesehen

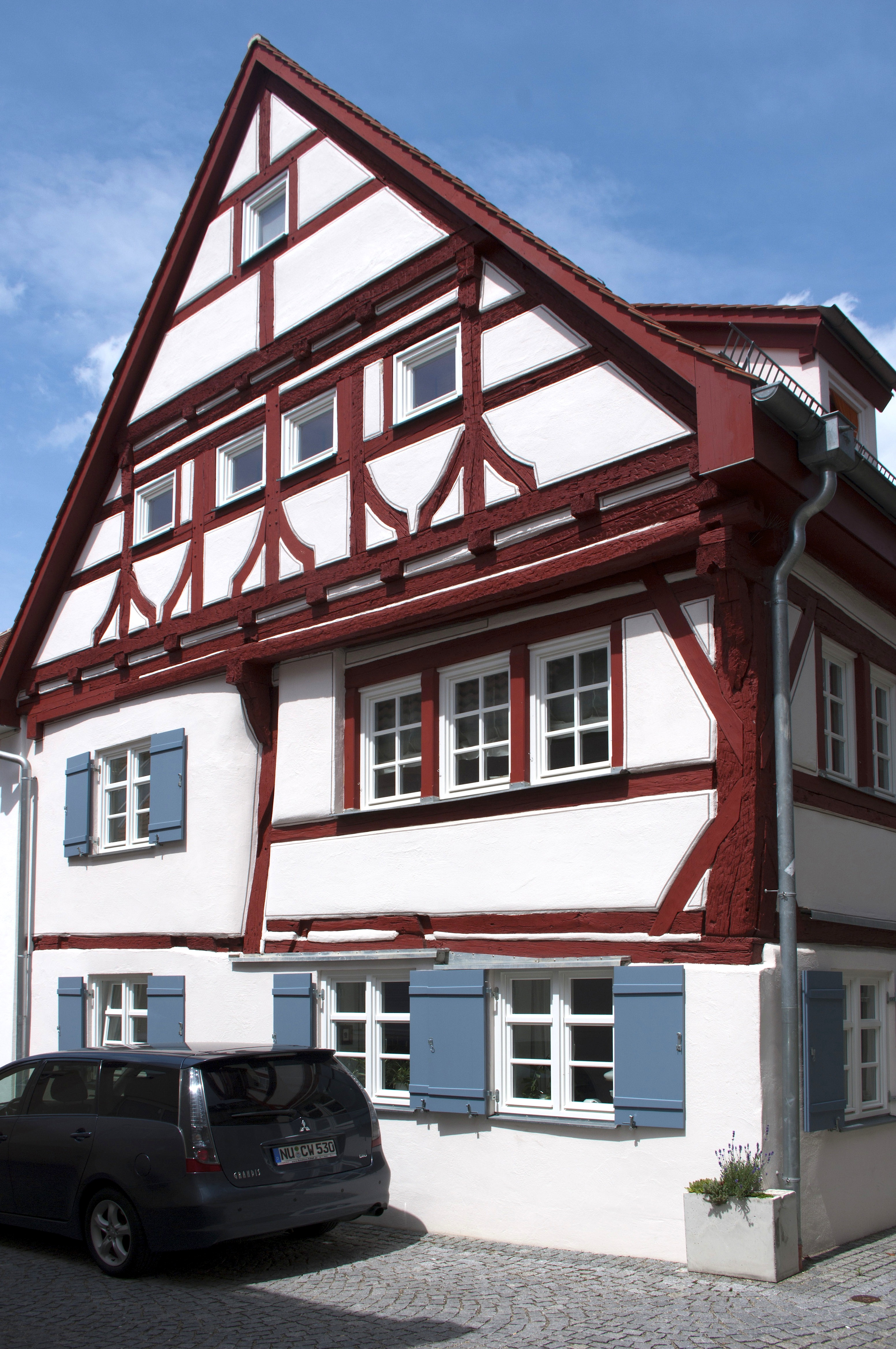
Fachwerkhaus in der Altstadt

Die Altstadt ist weitgehend in historischem Zustand erhalten. Mittelalterliche Bürgerhäuser, teilweise in Fachwerkbauweise, stattliche Wirtshäuser und Bauten des 19. Jahrhunderts zeugen von der Tradition als Handelsstadt. Die mittelalterliche Stadtbefestigung wurde bis 1837 abgetragen, das Obere Tor, das Untere Tor und der Prügelturm blieben jedoch erhalten. Der Verlauf der Stadtmauer ist an der Östlichen Promenade und am Stadtgraben noch erkennbar. Vor den Schlössern wurde ein Stück Mauer samt Graben rekonstruiert. Die beiden Schlösser in der Altstadt wurden bis zum Juli 2013 aufwendig saniert und restauriert. Seit 2013 sind sie Sitz der Weißenhorner Stadtverwaltung.
- Der Kirchplatz ist von zahlreichen Sehenswürdigkeiten umrahmt:
  - Oberes Tor mit zwei runden Vortürmen, erbaut um 1470
  - Rathaus, erbaut 1761
  - Neuffenschloss (Altes Schloss), erbaut 1460, 1735 barockisiert, bis 2013 saniert
  - Fuggerschloss (Neues Schloss), erbaut 1513, 1735 barockisiert, bis 2013 saniert[20]
  - Fuggersches Bräuhaus, erbaut 1565
  - Stadtpfarrkirche Mariä Himmelfahrt, erbaut 1864–1872 im Stil der Neoromanik von August von Voit
- Weitere sehenswerte Bauwerke sind:
  - Schranne (Altes Rathaus), erbaut um 1390, erweitert 1584
  - Heilig-Geist-Kirche, erbaut um 1470, um 1720–1730 barockisiert, mit Zwiebelturm von 1729
  - Unteres Tor, erbaut um 1470
  - Prügelturm, ehemals Bestandteil der Stadtmauer; erbaut zwischen 1470 und 1500; diente als Stadtgefängnis bei kleineren Delikten
  - Fugger'sches Woll- und Waaghaus, 1534 erbaut (beherbergt das Heimatmuseum)
  - St. Bartholomäus, im Jahr 1727 errichtete Friedhofskirche mit Fugger'schen Grabdenkmälern
  - Fugger'sches Gartenschlösschen
  - Fuggerhalle, eine im Jahr 2014 eröffnete Veranstaltungs- und Sporthalle[21]

### Regelmäßige Veranstaltungen
- Leonhardi-Ritt, Reiterprozession zu Ehren des heiligen Leonhard
- Altstadtfest am zweiten Samstag im Juli
- Pfarrfest der katholischen Kirchengemeinde im Juni
- Evangelisches Gemeindefest am letzten Sonntag vor den Sommerferien
- Straßenfasching am „Gumpigen Donnerstag“
- Fasnachtsdienstagsumzug
- Altstadtlauf
- Europäische Wochen
- Kulturnacht im Frühjahr
- Wochenmarkt am Samstag auf dem Kirchplatz

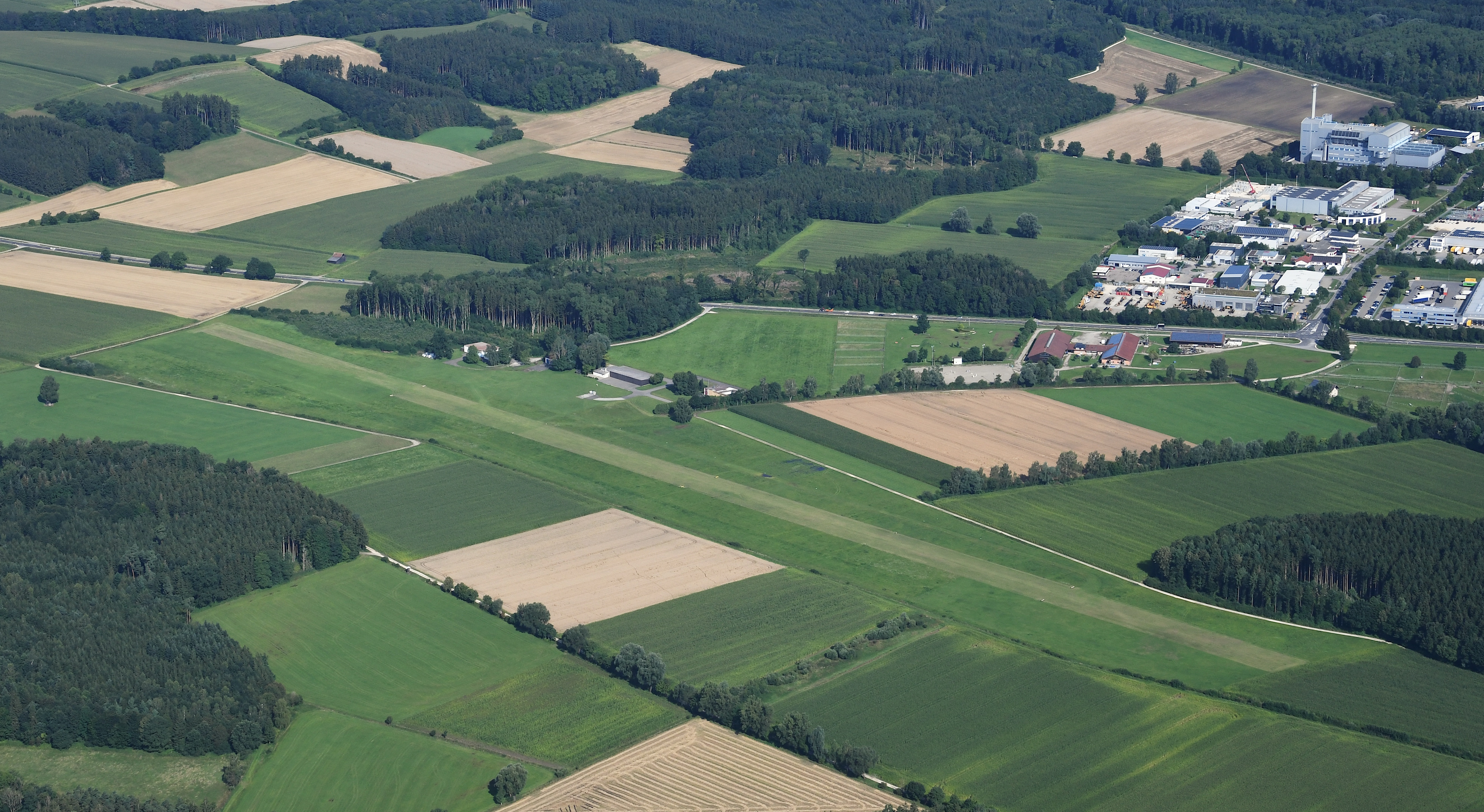
Flugplatz Weißenhorn

### Öffentliche Einrichtungen
- Kliniken der Kreisspitalstiftung Weißenhorn
- Städtisches Freibad
- Städtische Kleinschwimmhalle
- Stadtpfarrkirche Mariä Himmelfahrt (katholische Pfarrkirche)
- Christophorus-Haus (katholisches Gemeindezentrum)
- Katholischer Kindergarten
- Kreuz-Christi-Kirche (evangelische Kirche)
- Augustana-Zentrum (evangelisches Gemeindezentrum)
- Evangelisches Montessori-Kinderhaus (evangelischer Kindergarten)

## Wirtschaft und Infrastruktur
Das wirtschaftliche Leben war bis nach 1945 von einer kleinstädtischen handwerklichen Struktur geprägt. Erst nach 1945 siedelten sich große Industriebetriebe an. Es gibt viele mittelständische und kleine Unternehmen, beispielsweise Oetinger Aluminium GmbH. Der größte Arbeitgeber ist die 1969 gegründete PERI GmbH, Weltmarktführer im Bereich Schalungen und Gerüste. In Weißenhorn gibt es 6.048 Arbeitnehmer, was deutlich weniger als 50 % der Bevölkerung entspricht.
Im Jahr 2022 waren durchschnittlich 180 Menschen in Weißenhorn arbeitslos gemeldet. Im Vergleich zu 2018 ist dies ein Anstieg von 50 %. Ausländer machen hierbei den geringsten und Menschen über 55 den höchsten Anteil.

### Verkehr
Weißenhorn liegt an der A 7 (Anschlussstelle 123 Vöhringen).
Die Nebenbahn Weißenhorn–Senden (Länge: 9,6 km) wurde am 15. September 1878 eröffnet und bindet Weißenhorn in Senden an die Hauptstrecke Ulm–Memmingen an. Der seit Anfang der 1960er Jahre ausgedünnte Personenverkehr wurde 1966 eingestellt. Seitdem wurde die Strecke nur im Güterverkehr bedient. Nachdem die DB Netz AG die Strecke eigentlich verkaufen oder stilllegen wollte, gelang es den Stadtwerken Ulm/Neu-Ulm (SWU), einen Pachtvertrag abzuschließen.
Nach Sanierung durch die SWU nahm der Regionalverkehr Alb-Bodensee am 15. Dezember 2013 den Personenverkehr wieder auf. Seitdem verkehren direkte Züge im Stundentakt zwischen Weißenhorn und Ulm. In Weißenhorn wurde am Bahnhof ein Busknoten eingerichtet. Seit Dezember 2020 verkehren die Züge unter dem Namen Regio-S-Bahn Donau-Iller. Die Omnibuslinien binden Weißenhorn an Vöhringen und weitere Orte der Region an. Das gesamte ÖPNV-Angebot ist Teil des Donau-Iller-Nahverkehrsverbunds (DING).
Der Flugplatz Weißenhorn mit einer Graspiste, geeignet für Motorflugzeuge bis 5,7 Tonnen zulässiges Gesamtgewicht, Motorsegler, Hubschrauber und Segelflugzeuge, liegt zwei Kilometer südwestlich vom Stadtzentrum.

### Ansässige Unternehmen
- PERI GmbH, Hersteller von Schalungen und Gerüsten

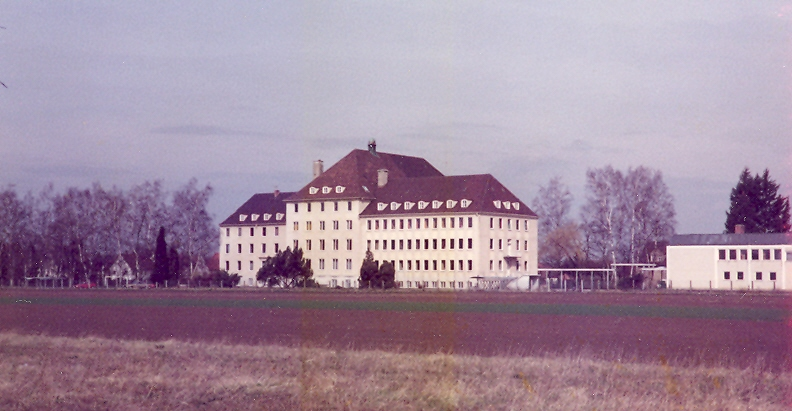
Das Claretiner-Kolleg im Jahr 1983

- Oetinger, Aluminiumschmelzwerk

### Bildungseinrichtungen
- 2 Grundschulen
- Hauptschule
- Förderschule
- Städtische Realschule (Verstaatlichung beantragt)
- Nikolaus-Kopernikus-Gymnasium
- Private Montessori-Schule im Gebäude des ehemaligen Claretiner-Kollegs
- Städtische Musikschule
- Städtische Bücherei

### Ämter und Behörden
- Stadtverwaltung Weißenhorn
- Außenstelle des Landwirtschaftsamtes Krumbach/Schwaben
- Forstamt Weißenhorn (Bayrische Staatsforstverwaltung), zuständig für die Kreise Neu-Ulm, Günzburg, Dillingen
- Polizeiinspektion Weißenhorn
- Abfallwirtschaftsbetrieb des Landkreises Neu-Ulm
- Freiwillige Feuerwehr Weißenhorn: Stützpunktfeuerwehr für den östlichen Landkreis Neu-Ulm, Standort des Gefahrgutzuges des Landkreises Neu-Ulm

## Persönlichkeiten

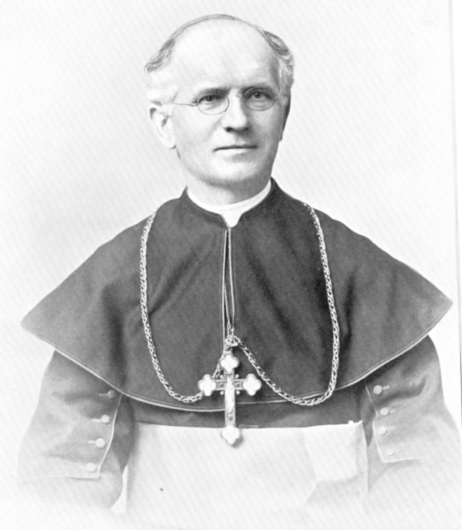
Bischof Anton von Henle

- Nikolaus Thoman (um 1457–um 1545), Kaplan und Chronist (Weißenhorner Historie)
- Eitelhans Langenmantel (* um 1480 in Leitershofen), Täufer, am 11. Mai 1528 in Weißenhorn aufgrund seiner Glaubensüberzeugungen hingerichtet
- Georg Rieder II (um 1510–1564), Maler und Kartograf
- Georg Rieder III (um 1540–1575), Maler und Kartograf
- Ferdinand Luidl (1670–1736), Bildhauer
- Michael Kuen (1709–1765), Regularkanoniker und Schriftsteller
- Sebastian Sailer (1714–1777), Prämonstratenserchorherr, Prediger und schwäbischer Mundartdichter
- Franz Martin Kuen (1719–1771), Maler
- Andreas Dahlweiner (1734–1758/1759), Maler
- Konrad Huber (1752–1830), Maler
- Cölestin Spegele (1761–1831), Theologe
- Johann Nepomuk Baur (1826–1902), Landwirt und Zentrums-Politiker
- Anton von Henle (1851–1927), Bischof von Passau und Regensburg
- Anton Müller-Wischin (1865–1949), Professor, Volksschullehrer, Maler
- Hermann Kopp (1878–1941), Landrat im Landkreis Miesbach
- Claire Bauroff (1895–1984), Tänzerin
- Karl Wezler (1900–1987), Physiologe und Hochschullehrer
- Hans Ils (1906–1988), sozialdemokratischer Politiker und antifaschistischer Widerstandskämpfer
- Xaver Hörmann (1910–1943), Bronzemedaillengewinner im Einer-Faltboot
- Karl Hugo Schmölz (1917–1986), Fotograf
- Siegfried Fröhlich (1920–2012), Staatssekretär im Innenministerium
- Anton H. Konrad (1937–2022), Verleger
- Wilfried Hiller (* 1941), Komponist

## Bürgerentscheid
- Ein Bürgerentscheid befasste sich im Juli 2012 mit der Frage, ob auf der sogenannten Hasenwiese, einem Platz in der Innenstadt, zwei Supermärkte gebaut werden dürfen. Einige Bürger hatten den geplanten Zuzug eines Discount-Supermarktes abgelehnt und eine Bürgerinitiative gegründet. Die Stadt unterstützte das Bauvorhaben. Bei der Abstimmung sprachen sich 68 % der Weißenhorner für die Bebauung und damit gegen die Kritik der Bürgerinitiative aus.[26]